# Lista di mancala
Questa lista è suscettibile di variazioni e potrebbe essere incompleta o non aggiornata.

Questa lista di mancala riporta un elenco di giochi della famiglia del mancala, suddivisi per provenienza e ordinati alfabeticamente. Per ciascuna elemento della lista si specifica quale tipo di tavoliere sia richiesto e quanti semi. Nell'indicazione del tipo di tavoliere necessario, i granai vengono indicati solo se sono significativi per il gioco, ovvero se non servono semplicemente per raccogliere i semi catturati (che potrebbero essere tenuti anche "in mano" in assenza di granai).

## Mancala tradizionali africani
- Ajua (Kenya), 2x8, 48
- Alemungula (Etiopia), 2x5, 50

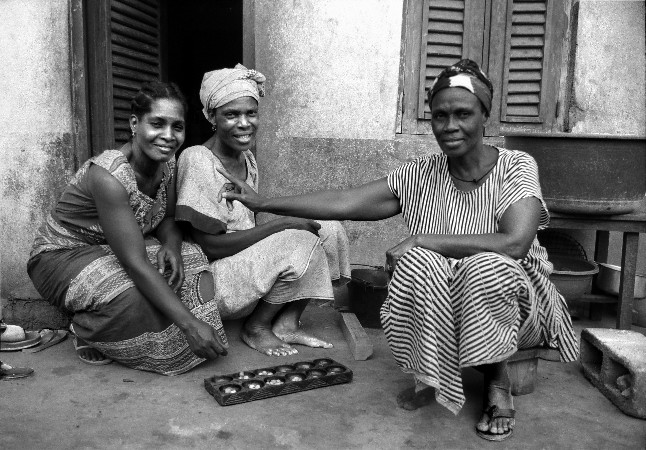
Donne che giocano ad awele, Africa occidentale

- Andada (Eritrea), da 2x12 a 2x24, 2 per buca
- Anywoli (Etiopia e Sudan), 2x12, 96
- Aweet (Sudan) 4x10, 64
- Ayoayo (Nigeria), 2x6, 48
- Ba-awa (Ghana) 2x6, 48
  - sinonimi: Jèrin-jèrin, Nam-nam, Round-and-round
- Bao (Tanzania, Malawi) 4x8, 64
  - sinonimi: Bawo
- Bao Kiarabu (Zanzibar) 4x8, 64
- Coro (Uganda) 4x8, 64
- El Arnab (Sudan) 2x3 con granai, 10
- Endodoi (Tanzania, Kenya), 2xN, M
- En gehé (Tanzania), 2x40-50, 320-400
- Enkeshui (Tanzania, Kenya) 2x8, 2x10 o 2x12, 48
- Giuthi (Kenya) 2x8, 96
- Hus (Namibia) 4x8, 48
- Igisoro (Ruanda) 4x8, 64
- Isolo (Tanzania) 4x8, 64
  - sinonimi: Isumbi
- Katro (Madagascar), 6x6, 72
- Kiela (Angola), 10x4, 56
- Kiothi (Kenya), 2x10, 60
- Kisolo (Congo RD, Zimbabwe) 4x7, 36
  - sinonimi: Chisolo
- Krur (Nigeria, Mauritania, Marocco, Algeria, Senegal, Mali, Niger) 2x4, 32
- Kombe (Kenya) 4x8, 64
- Lamlameta (Etiopia), 2x12, 24
- Latho (Etiopia), 2x6, 30
- Layli Goobalay (Somaliland) 2x6, 48
- Lukho (Kenya), 2x8, 48
- Mbelele (Congo RD)
- Mbothe (Kenya) 2x10, 40
- Mefuvha (Sudafrica) 4xN, M
- Moruba (Sudafrica) 4xN, M
- Mongale (Kenya) 4x8, 68
- Mongola (Congo RD) 4x7, 56
- Nsa Isong (Nigeria) 2x6
- Omweso (Uganda) 4x8, 64
  - sinonimi: Mweso
- Oware Grand Slam (v. Wari) 2x6, 48
- Tampoduo (Ghana) 2x6, 48
  - sinonimi: Ayo J'odu
- Tschuba (Sudafrica, Mozambico), 2x11, 62
- Um el Bagara (Sudan), 2x5, 50
  - sinonimi: Mangala
- Wari (quasi ovunque in Africa occidentale, Caraibi) 2x6, 48
  - sinonimi: Awale, Awari, Awele, Ouri, Oware, Warri

## Mancala tradizionali asiatici

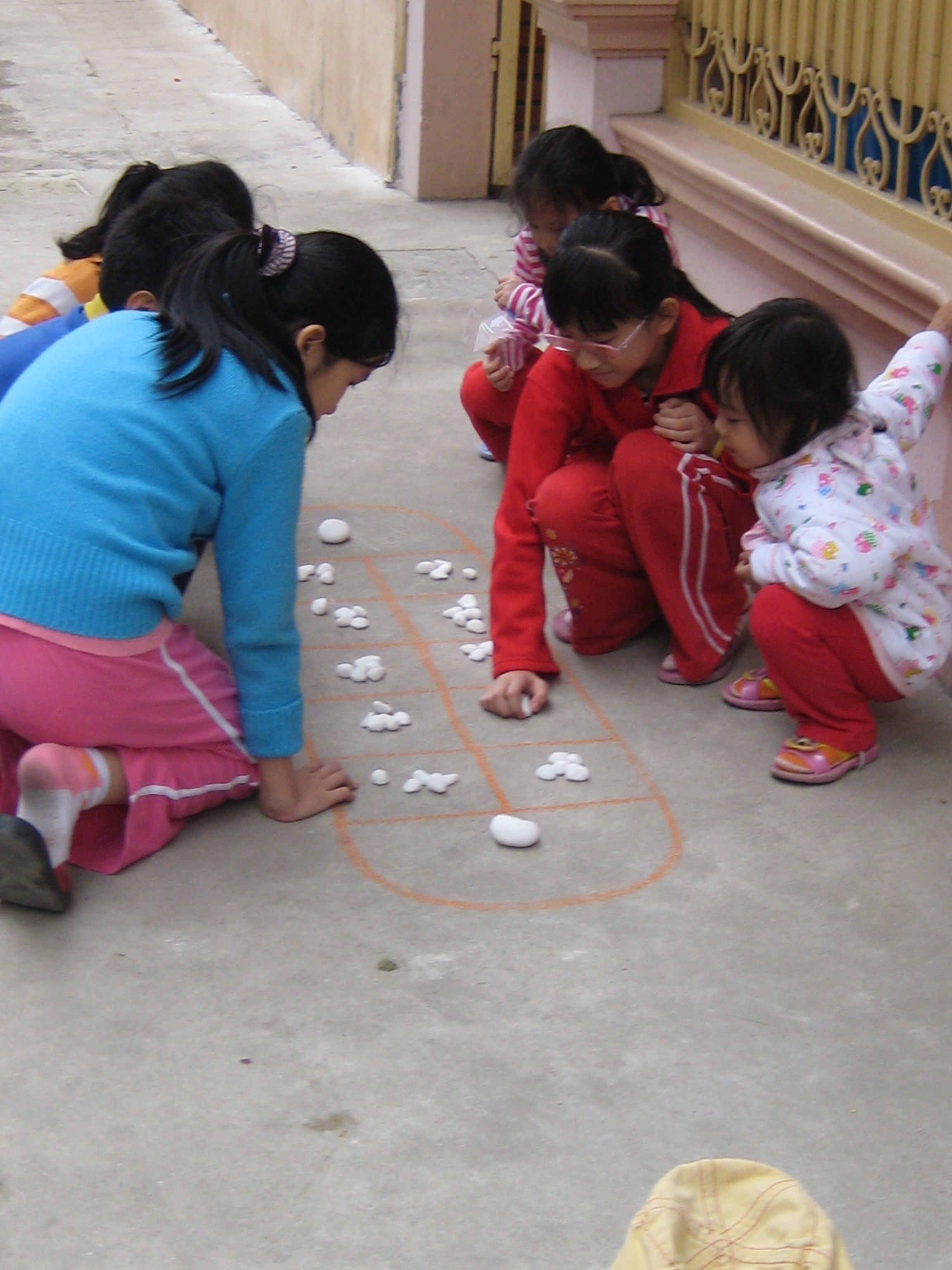
Bambini vietnamiti che giocano a Ô ăn quan

- Ali Guli Mane, 2x7, 70
- Aw-li On-nam Ot-tjin, 2x9, 54
  - sinonimi: Otjin
- Congklak 2x7 con granai, 98
  - sinonimi: Dacon, Congkak
- Daramutu 2x7, 56
- Hawalis 4x7, 56
- Mangala 2x6 o 2x7, 60 o 70
- Sungka 2x7 con granai, 84
- Tchuca ruma, 1x5, 8 (o 24)
- Unee tugaluulax 2x3, 36

## Mancala tradizionali americani
- Adji-boto, 2x5 con granai, 100
- Hoyito 2x6, 48
  - sinonimi: El Hoyito, Casitas, Mate
- Wari 2x6, 48

## Mancala tradizionali europei
- Bohnenspiel 2x6, 72

## Mancala moderni
- 55Stones, 1x11, 55
- Chuba, 2x11, 62
- Cross-Kalah 2x6 con granai, 36-72
- Cross-Wari 2x6 con granai, 36-72
- Glass Bead Game, 2x5, due serie da 5 numerate da 1 a 5, 10 indifferenziate
- Kalah 2x6 con granai, 36-72
  - sinonimi: Bantumi, Kalaha
- Mancala di Eppstein, 1xN, M (N e M sono due numeri qualsiasi)
- Space Walk 2x6 con granai, 6+6+6